# Nora (album)
Nora – album muzyczny złożony z koncertowych nagrań polskiego zespołu jazzowego Zbigniew Seifert Quartet, który był pierwszym autorskim projektem muzyka.
Są to, zarejestrowane przez Polskie Radio Warszawa, występy kwartetu podczas wrocławskiego festiwalu Jazz nad Odrą (1969) i warszawskiego Jazz Jamboree (1969 i 1970) – oprócz interpretacji jazzowych standardów również pierwsze własne kompozycje Seiferta i Jarczyka. CD wydała w maju 2010 debiutująca na rynku płytowym wytwórnia GAD Records (edycja specjalna płyty, 111 numerowanych egzemplarzy, zawiera m.in. niepublikowane wcześniej zdjęcia zespołu i reprinty rękopisów nut).

## Muzycy
- Zbigniew Seifert – saksofon altowy
- Jan Jarczyk – fortepian
- Jan Gonciarczyk – kontrabas
- Janusz Stefański – perkusja

## Lista utworów
| 1. | „East of the Sun” (Brooks Bowman) Jazz nad Odrą, Wrocław 9 marca 1969 | 5:13  |
|    |                                                                       |       |
| 2. | „Blue In Green” (Miles Davis) Jazz nad Odrą, Wrocław 9 marca 1969     | 6:34  |
|    |                                                                       |       |
| 3. | „Nora” Jazz nad Odrą, Wrocław 9 marca 1969                            | 4:16  |
|    |                                                                       |       |
| 4. | „Reminiscencje” Jazz Jamboree, Warszawa 17 października 1969          | 8:39  |
|    |                                                                       |       |
| 5. | „Złudzenie” Jazz Jamboree, Warszawa 17 października 1969              | 5:52  |
|    |                                                                       |       |
| 6. | „Taniec garbusa” Jazz Jamboree, Warszawa 17 października 1969         | 3:04  |
|    |                                                                       |       |
| 7. | „Ten niezastąpiony” Jazz Jamboree, Warszawa 17 października 1970      | 8:57  |
|    |                                                                       |       |
| 8. | „Meandry” Jazz Jamboree, Warszawa 17 października 1970                | 11:43 |
|    |                                                                       |       |
|    |                                                                       | 54:18 |
|    |                                                                       |       |

## Informacje uzupełniające
- Producent – Michał Wilczyński
- Projekt okładki – Łukasz Hernik
- Zdjęcia – Jacek Maria Stokłosa
- Tekst wkładki – Aneta Norek